# 基亞齊國家體育場
基亞齊國家體育場位于安哥拉西北部的外飞地卡宾达省省府卡宾达市，是为2010年非洲国家杯建设的比赛场馆。

## 概况
基亞齊國家體育場位于非洲安哥拉共和国卡宾达省，是该国承办2010年非洲国家杯足球赛的比赛场地。东西看台为两层看台，向内场挑出两排，南北为单层看台。观众席平面南北长224米，东西长198米。

场馆由中国江苏国际经济技术合作集团有限公司负责施工，2008年1月开始设计，2009年12月竣工。体育场总建筑面积28547平方米，固定观众席21578座，同时设有可供1600辆小汽车和150辆大巴车停放的停车场。

2010年1月11日，基亞齊國家體育場迎来首场正式比赛，在2010年非洲国家杯的小组赛中，科特迪瓦与布基纳法索0-0战平。

球场当前是安哥拉足球甲级联赛球队FC卡宾达的主场。